# Cyanallagma nigrinuchale
Cyanallagma nigrinuchale – gatunek ważki z rodziny łątkowatych (Coenagrionidae). Występuje na terenie Ameryki Południowej.